# AETC
AETC(Automatic Exhaust Timing Control)はスズキが開発した2サイクルエンジン用の排気デバイスの名称である。この項ではAETCの前身であるSAEC(Suzuki Automatic Exhaust Control)も併せて説明する。

## SAEC
SAECの構造は1983年にスズキのロードレース世界選手権500ccクラス用のワークスレーサーであるXR45で初めて搭載され、名称は1985年にスズキ・RG500/400/250ガンマが発売された際に名付けられた。主要な構造は、排気ポートの上部付近に設けられたロータリー式のバルブと、これによって出入り口が開閉するサブチャンバー(副室)、バルブ開度をスロットル開度とエンジン回転速度に応じて可変させるサーボモーターのユニットからなる。エキゾーストチャンバーの機能を補助し、低回転域でのトルクを確保する。サブチャンバーを用いた排気デバイスは、ほかに川崎重工業のKIPSや本田技研工業のATACがある。

## AETC
AETCはスライド式のバルブによって排気ポートの断面積とポートタイミングを変化させ、中低回転時の乗りやすさと高回転時のパワーを両立させたシステムである。当初は2段可変式のものが登場し、後に3段可変式のAETC-IIに進化した。スライドバルブは中央のバルブに打ち込まれたノックピンによって支持され、1枚ずつ後退して排気ポート上端の高さを可変させる仕組みを採っていた。
1988年のRGV250ガンマに初搭載され、その後スズキ・ウルフやTS125/200R、RMX250Sなどに搭載された。